# 帰ってきたヒトラー
『帰ってきたヒトラー』（かえってきたヒトラー、原題：Er ist wieder da 「彼が帰ってきた」）は、ティムール・ヴェルメシュが2012年に発表した風刺小説である。2010年代のドイツに蘇ったアドルフ・ヒトラーが巻き起こす騒動を描く。ドイツではベストセラーになり、映画化されている。
ヒトラーに対する数々の肯定的な描写から物議を醸したが、ヴェルメシュ自身は、ヒトラーを単純に悪魔化するだけではその危険性を十分に指摘できないとし、リアルなヒトラー像を表現するためにあえてその優れた面も描き出したと述べている。

## あらすじ
1945年に自殺したアドルフ・ヒトラーは、自殺直前の記憶を失った状態でベルリンの空き地で目を覚ます。ヒトラーは戦争指導に戻るため総統地下壕に向かおうとするが、ベルリンの人々が自分を総統と認識していないことに疑問を抱く。ヒトラーは情報を得るために立ち寄ったキオスクで、自分がいる時代が2011年のベルリンであることに気付き衝撃を受け、空腹と疲労が重なりその場に倒れ込んでしまう。
倒れ込んだヒトラーは、キオスクの主人に介抱され目を覚ます。キオスクの主人はヒトラーを見て「ヒトラーそっくりの役者かコメディアン」だと思い込み、「店の常連の業界人に紹介するから、しばらく店で働いてくれないか」と頼み込んだ。地位も住処も失ったヒトラーは、生活の糧を得るため仕方なくキオスクで働き始めるが、数日後、キオスクの主人に紹介されたテレビ番組制作会社のゼンゼンブリンクとザヴァツキのスカウトを受け、コメディアンとしてトーク番組に出演することになる。また、専属秘書のヴェラ・クレマイヤーからパソコンの使い方を習い、「インテルネッツ」や「ヴィキペディア」を通して情報を得て2011年の世界に適応していく。
ヒトラーはトーク番組でトルコ人を罵倒する演説を打つと、その映像がYouTubeにアップロードされ、一躍人気コメディアンとなる。ヒトラーはその後、タブロイド紙との騒動や極右政党への突撃取材など社会の反響を巻き起こし、ドイツで最も有名なコメディアンとなる。ヒトラーは自分の人気を「ナチズムを支持する国民の声」と解釈し、再び政界に進出することを考え事務所探しを始める。しかし、ヒトラーは「ドイツを冒瀆した」としてネオナチから襲撃を受け重傷を負う。襲撃事件が報道されると、社会はヒトラーを「ネオナチの暴力に立ち向かうヒーロー」として持てはやし、政界からは与野党問わず入党依頼が舞い込んで来た。ヒトラーは療養先の病院で社会の動きを見つつ、司会を任された新番組の構想と選挙運動の準備を進めていた。

## 登場人物
アドルフ・ヒトラー
ナチス・ドイツの総統。1945年の自殺後に2011年のドイツにタイムスリップしてくる。
持ち前の知能の高さから、自分がタイムスリップした事実とドイツの戦後の歴史を理解し、再び政界復帰を目指す。
カルメン・ベリーニ
テレビ番組制作会社・フラッシュライト社の女性副社長。ヒトラーの才能を見込み、専属コメディアンとして採用する。
会社の実質的な経営を任されており、ヒトラーからも手腕を認められている。
ヨアヒム・ゼンゼンブリンク
フラッシュライト社の社員。ヒトラーをコメディアンとしてスカウトする。
種々の能力には優れているが、問題が起きると責任回避に腐心する性格で、ヒトラーからは「小心者の中間管理職」と見抜かれている。
フランク・ザヴァツキ
フラッシュライト社の社員。ヒトラーのトーク（演説）に感激し、ヒトラーの番組作りに積極的に協力する。
下巻終盤でクレマイヤーと結婚する。
ヴェラ・クレマイヤー
フラッシュライト社の女性社員。ヒトラーの秘書として事務処理を担当する。ヒトラーからは「ユンゲの代わり」として重宝されている。
ゴシップ騒動やユダヤ人の祖母からの叱責に葛藤する。
アリ・ジョークマン
フラッシュライト社所属の人気コメディアン。エスニックジョークを得意とし、トーク番組〈クラス・アルター〉の司会を務めている。
番組にゲストとして出演したヒトラーに人気を奪われたため、ヒトラーのことを煙たがっている。
ウルフ・ブロンナー
フラッシュライト社の助監督。ヒトラーの番組の撮影クルーのリーダー。
ウーテ・カスラー
ヒトラーのトーク（演説）を「悪趣味なプログラム」として批判するビルト紙の女性記者。ヒトラーへの単独インタビューを申し込む。
ベアテ・ゴルツ
大手出版社の女性編集者。社会的な注目を集めるヒトラーに本の執筆を持ちかける。
イルムガルト
ヒトラーが入院した病院の看護婦。ヒトラーからは「自分が20歳若ければ」と好意を寄せられている。
ホルガー・アプフェル
実在の政治家。「ナチスの後継者」を自称するドイツ国家民主党の党首。ヒトラーからは「民族主義を理解していないならず者」と突撃取材で批判されてしまう。
レナーテ・キュナスト
実在の政治家。緑の党の元党首。ヒトラーの冠番組〈総統は語る〉のゲストとして登場。政策におけるナチスとの親和性を指摘され、困惑する。
ジグマール・ガブリエル
実在の政治家。ドイツ社会民主党の党首。人気を集めるヒトラーに自党への入党を持ちかける。
クレマイヤーの祖母
ユダヤ人であり、認知症であるが、ヒトラーとナチスを「みんな、最初は笑ってた」と言って非難する。

## 出版
本書の定価は19.33ユーロで、これはナチ党の権力掌握が行われた1933年にちなんだものである。2013年5月の段階で20ヶ国語での翻訳が決定していた。クリストフ・マリア・ヘルプストの読み上げによるオーディオブック版も存在する。
日本語版（森内薫訳）は河出書房新社より2014年1月21日に発売された。2016年4月には同社より文庫版が刊行された。これには単行本には収録されなかった原著者による注解の一部が付された。
日本語版（単行本・文庫本）の発行部数は、文庫本の刊行から3か月の時点で累計24万部を突破している。

## 評価
ユダヤ系アメリカ人向け新聞・フォワード紙にて、ガブリエル・ローゼンフェルドは本書を「スラップスティック」でありながら、最終的には道徳的なメッセージにたどり着く作品と評した。ただし、ローゼンフェルトはヴェルメシュがドイツ人によるナチズムの許容を説明するためにヒトラーを人間的に書いたのであろうと認めつつ、その描写が作品自体のリスクを高めているとして、「（読者は）ヒトラーを笑っているだけではない、彼と共に笑っているのだ」(laugh not merely at Hitler, but also with him.)と書いている。
南ドイツ新聞紙にて、コルネリア・フィードラーは本書の成功について、作品のクオリティや文学的魅力よりも、ヒトラーを主人公に選んだこと、そして彼を漫画のような滑稽さや邪悪さをもって描かなかったことが大きな理由であろうと断定し、歴史的事実をあいまいにするリスクがある一方で、ヴェルメシュがヒトラーを笑いの対象にしたかったのだろうともしている。

## 映画
2015年10月8日公開。コンスタンティン・フィルムが制作を担当し、オリヴァー・マスッチが主演を務める。2014年11月8日から12月22日にかけて撮影が行われ、公開第3週には興行収入ランキング第1位となった。2015年における興行収入は21万ドルを超え、2016年にはヨーロッパ各国で公開。日本でも2016年に公開されている。
2016年2月16日、イタリアのインディアナ・プロダクションが、ベニート・ムッソリーニを主人公にしたリメイク作品の製作権を取得し、共同経営者のマルコ・コーエンによると既に脚本の執筆も進められていることが報じられた。完成した映画『帰ってきたムッソリーニ』は2018年に公開。日本では2019年に劇場公開。

### ストーリー
2014年のベルリンに蘇ったヒトラーは、疲労で倒れ込んだところをキオスクの主人に助けられ、そのままキオスクに居候することになった。同じ頃、テレビ会社「My TV」をクビになったザヴァツキは、撮影した映像にヒトラーそっくりの男が映り込んでいるのを発見し、テレビ会社に復職するための自主動画を撮影するためヒトラーと共にドイツ中を旅する。ザヴァツキは撮影した動画を手土産にテレビ会社に復職し、ヒトラーはトーク番組「クラス・アルター」へのゲスト出演が決定した。ヒトラーの政治トークは視聴者の人気を集め、一躍人気者となる。しかし、ドイツ人にとってタブーである「ヒトラーネタ」で視聴率を集める局長のベリーニに反発するスタッフが現れ始め、中でも局長の地位を狙う副局長のゼンゼンブリンクはベリーニを失脚させるため、ヒトラーのスキャンダルを探していた。ゼンゼンブリンクはヒトラーがザヴァツキとの旅の途中で犬を射殺していたことを知り、トーク番組でその映像を公開させる。視聴者からの批判を受けたヒトラーは番組を降板させられ、彼を重用したベリーニもテレビ会社をクビになる。
ザヴァツキの家に居候することになったヒトラーは、自身の復活談を描いた『帰ってきたヒトラー』を出版する。『帰ってきたヒトラー』はベストセラーとなり、ザヴァツキとベリーニは映画化を企画する。一方、ヒトラーが降板した「クラス・アルター」は視聴率が低迷し打ち切りが決まり、新局長となったゼンゼンブリンクは番組を立て直すため映画製作への協力を申し出る。映画製作が進む中、監督となったザヴァツキは恋人のクレマイヤーの家にヒトラーと共に招待されるが、ユダヤ人であるクレマイヤーの祖母がヒトラーを拒絶する。クレマイヤーがユダヤ人だと知った時のヒトラーの反応を見たザヴァツキは疑念を抱き、ヒトラーが最初に現れた場所が総統地下壕跡地だったことに気付き、ヒトラーがモノマネ芸人ではなく本物の「アドルフ・ヒトラー」だと確信する。ザヴァツキはベリーニに真実を伝えるが相手にされず、取り乱した様子から「精神を病んだ」と判断されたザヴァツキは精神病棟に隔離されてしまう。映画がクランクアップした頃、ヒトラーは自身を支持する若者を集めて新しい親衛隊を組織し、再び野望の実現のために動き出す。

### キャスト
※括弧内は日本語吹替
- アドルフ・ヒトラー - オリヴァー・マスッチ（飛田展男）
- ファビアン・ザヴァツキ - ファビアン・ブッシュ（ドイツ語版）（増元拓也）
- カッチャ・ベリーニ - カッチャ・リーマン（勝生真沙子）
- クリストフ・ゼンゼンブリンク - クリストフ・マリア・ヘルプスト（ドイツ語版）（板取政明）
- フランツィスカ・クレマイヤー - フランツィスカ・ウルフ（ドイツ語版）（小若和郁那）
- ミヒャエル・ヴィツィヒマン[注 2] - ミヒャエル・ケスラー（ドイツ語版）（佐々木義人[21]）
- リコ・マンチェロ - ミヒャエル・オストロウスキ（ドイツ語版）（真木駿一[22]）
- ザヴァツキの母 - ロマナ・クンツェ＝リブノウ（ドイツ語版）
- キオスクの主人 - ラース・ルドルフ（ドイツ語版）（仗桐安）
- クレマイヤーの祖母 - グドルーン・リッター（ドイツ語版）
- ゲッヒリヒター - ステファン・グロスマン（ドイツ語版）
- テレビ局社長 - トーマス・ティーメ
- ゲアハルト・レムリッヒ - クリストフ・ツェマー（ドイツ語版）
- ウルフ・ビルネ[注 3] - マクシミリアン・ストレシク
- ウーテ・カスラー - ニナ・プロール（ドイツ語版）[注 4]
- 本人役 - クラース・ハウファー＝ウムラウフ（ドイツ語版）
- 本人役 - ヨーコ・ヴィンターシャイト（ドイツ語版）
- 本人役 - ダニエル・アミナチ（ドイツ語版）
- 本人役 - イェルク・タデウツ（ドイツ語版）
- 本人役 - ロベルト・ブランコ（ドイツ語版）
- 本人役 - ミヒャエラ・シェーファー（ドイツ語版）
- 本人役 - ダギ・ビー（ドイツ語版）
- 本人役 - フレシュタージ（ドイツ語版）
- 本人役 - ロベルト・ホフマン（ドイツ語版）
- 本人役 - ヨイス・イルク（ドイツ語版）
- 本人役 - フランク・プラスベルク（ドイツ語版）

### 製作
監督のヴネントは『ガーディアン』のインタビューに、「極右復活の危険性が常に存在していることを強調した」と語っており、マリーヌ・ル・ペンやヘルト・ウィルダースら極右政治家の演説、西洋のイスラム化に反対する欧州愛国者によるデモのニュース映像が使用されている。また、映画では製作当時に問題となっていた難民流入問題を取り上げている。
主演のマスッチはヒトラーの演説を暗唱し、彼が好んでいたリヒャルト・ワーグナーのオペラを鑑賞するなどの役作りを行ったが、オファーを受けた当初は「私はヒトラーよりも背が高い（マスッチはヒトラーよりも10cmほど背が高い）し、顔付きも違う」と返答したという。マスッチは、ヒトラーの映像の中で最も参考になったのは、演説の映像ではなく日常会話の映像だと語っており、「ソフトで包容力を持った父親のようなヒトラー」を意識して演じたという。また、偽鼻や偽上唇などを付けるため、メイクアップには2時間かけたという。
劇中では、ヒトラーが市民と会話するシーンがあるが、これは彼に扮したマスッチが実際にベルリンなどの街中に現れ、市民と対話するアドリブ形式で撮影されており、撮影の際にはマスッチが襲われる可能性を想定し、ボディーガードが同伴した。実際には忌避されるよりも好意的に接してくる市民の方が多く、撮影期間中にその場に居合わせた人たちから約2万5,000回もの自撮りによる写真撮影をされ、「まるでポップスターだった」と語っており、ヒトラーへの忌避感が薄れていることに驚いたという。一方、ブランデンブルク・アン・デア・ハーフェルで撮影を行った際にはドイツ国家民主党（NPD）の集会に参加したが、その姿と言動を見た党員と揉めた挙句、騒ぎを聞きつけた極左構成員や記者が加わり、集会は混乱状態になった。最終的にはNPD党員と打ち解け、80人程の党員とバーに行くことになり、その際に党員から「あなたがいれば（党勢を）拡大できる」と言われたという。